# Walisische Badmintonmeisterschaft 1977
Die Walisische Badmintonmeisterschaft 1977 fand in Cwmbran statt. Es war die 25. Austragung der nationalen Titelkämpfe im Badminton in Wales.

## Titelträger
| Disziplin    | Sieger                   |
| ------------ | ------------------------ |
| Herreneinzel | Howard R. Jennings       |
| Dameneinzel  | Sue Brimble              |
| Herrendoppel | Brian Jones David Colmer |
| Damendoppel  | Sue Brimble Linda Blake  |
| Mixed        | Brian Jones Sue Alfieri  |